# Tjederiraphidia santuzza
Tjederiraphidia santuzza is een kameelhalsvliegensoort uit de familie van de Raphidiidae. De soort komt voor in Italië.
Tjederiraphidia santuzza werd voor het eerst wetenschappelijk beschreven door H. Aspöck et al. in 1980.